# ムスリム・ブン・ウクバ
ムスリム・ブン・ウクバ・アル＝ムッリー（アラビア語: مُسْلِم بْنِ عُقْبَة الْمُرِّيّ, ラテン文字転写: Muslim b. ʿUqba al-Murrī, 622年以前 - 683年）は、ウマイヤ朝時代初期の将軍である。ウマイヤ朝の創設者のムアーウィヤに仕えていたムスリムはムアーウィヤの死後にその後継者となったヤズィード1世から自身の統治に従わないマディーナの人々に対する遠征軍の指揮官に任命された。この遠征においてムスリムはハッラの戦いで勝利を収めたが、この戦いに続いて起こった配下の軍隊によるマディーナの略奪は歴史的にウマイヤ朝が犯した重要な罪の一つと見なされている。その後、ムスリムはメッカに向かう道中で死去したが、歴史家のアンリ・ラメンスは、中世のイスラームの史料におけるマディーナでのムスリムの行動に関する記述を誇張であるとして退け、ムスリムを大部分において公正な人物であり、清廉なイスラーム教徒であったと評している。

## 経歴
ムスリムの生い立ちや初期の経歴について知られていることは少ない。ムスリムはアラブ部族のガタファーン族の支流であるムッラ族に属していたウクバという名の人物の息子であり、イスラーム暦が始まる622年のヒジュラ以前に生まれた可能性が高いと考えられている。また、630年代にイスラーム教徒がシリアを征服していた最中にアラビア半島からシリアへ移住した可能性が非常に高く、そのシリアの総督となったウマイヤ家出身のムアーウィヤ・ブン・アビー・スフヤーンの熱心な支持者となった。イスラーム世界の最初の内戦である第一次内乱ではメソポタミア北部で起こったスィッフィーンの戦いで正統カリフのアリー・ブン・アビー・ターリブ（在位：656年 - 661年）とその支持者たちに対抗するムアーウィヤの軍のシリア人歩兵部隊を率いて功績を挙げた。しかし、その後の戦いの中でアラビア半島北部のオアシスの町であるドゥーマト・アル＝ジャンダルの支配権を奪うことには失敗した。ムアーウィヤは661年にカリフになるとムスリムに対しパレスチナの地租の収税官という富を得ることができる役職を与えたが、ムスリムはこの役職を私利私欲のために利用することはなかったとみられている。その後、ムアーウィヤは死の床についた際に、ビザンツ帝国領の小アジアに対する遠征に出ていた自分の息子で後継者のヤズィード（ヤズィード1世、在位：680年 - 683年）がシリアに帰還するまでの間の摂政として、ムスリムとダマスクス総督のダッハーク・ブン・カイス・アル＝フィフリーを任命した。
ムアーウィヤは680年に死去し、ヤズィードがカリフに即位したが、それまで前例のなかった世襲によるカリフの地位の継承はアンサール（マディーナにおけるイスラームの預言者ムハンマドの初期の支持者）からは認められなかった。ヤズィード1世はマディーナの民衆を自分の統治に協力させるべくムスリムを使節団の長として派遣したが、この試みは拒絶された。これに対しヤズィード1世はマディーナとメッカの人々を制圧するために遠征軍の指揮官としてムスリムを再び派遣した。この時、ムスリムはすでに高齢で病気を患っていたため、輿に担いで運ばなければならなかった。ムスリムはマディーナに向かう途中のワーディー・アル＝クラーでマディーナから追放されたウマイヤ家の一団と出会った。これらの者たちはマディーナの防衛体制に関する情報を遠征軍に伝えることでムスリムに助力した。マディーナの郊外に到着したムスリムはハッラト・ワーキムに陣を張り、そこでヤズィードと敵対するアンサールやクライシュ族の人々と3日間に及んだ交渉を開始した。この交渉が不調に終わるとムスリムは戦闘計画を練り、683年8月26日にハッラの戦いの名で知られる戦闘が起こった。アンサールの部隊は戦闘の序盤では優位に立ったが、最終的にはムスリムが率いるシリア軍に敗れ、生き残ったアンサールの部隊はマディーナまで追い込まれた。翌日、ムスリムの軍隊はムスリムが制止しようとする前にマディーナを略奪した。その後、ムスリムは捕らえられた反乱の指導者たちを訴追した。そして副官の一人であるラウフ・ブン・ズィンバー・アル＝ジュザーミーにマディーナを任せ、ムスリム自身は反乱の指導者であるアブドゥッラー・ブン・アッ＝ズバイルを制圧するためにメッカに向かったが、その道中のムシャッラルで病に倒れ、軍の指揮権を副官のフサイン・ブン・ヌマイル・アッ＝サクーニーに移譲した。ムスリムはその後間もなく死去し、ムシャッラルに埋葬されたが、その墓は長い間にわたり通行人による投石の対象となった。

## 評価
イスラームの伝統ではその最も神聖な都市の一つであるマディーナをムスリムの軍隊が略奪した出来事はウマイヤ朝が犯した重要な罪の一つとされている。スンナ派の歴史家であるハリーファ・ブン・ハイヤートの著作でムスリムは唯一明白に罵られており、ハリーファはムスリムがマディーナで大虐殺やその他の大きな不正を犯した将軍であるとして非難している。一方でシーア派に同調的なイスラーム教徒の歴史家たちは、しばしばムスリムの名前をもじって「ムスリフ」（浪費家、あるいは無責任な当事者）と呼んで蔑視した。しかし、20世紀の東洋学者で歴史家のアンリ・ラメンスは、中世のイスラームの史料におけるマディーナでのムスリムとその行動に関する記述を「誇張」であるとして退けている。そしてムスリムを大部分において公正な人物であり、「その才能がウマイヤ朝の権力の確立に非常に多くの貢献をした」アラブ人の将軍の一人だとみなしている。さらに、ムスリムの経歴は「運勢の異常な浮き沈みや忠誠心の揺らぎが非常に多く見られたこの不安定な時代には珍しい、確信するに足る清廉なイスラーム教徒」であったことを示していると主張している。